# Park City (Kentucky)
Park City is een plaats (city) in de Amerikaanse staat Kentucky, en valt bestuurlijk gezien onder Barren County.

## Demografie
Bij de volkstelling in 2000 werd het aantal inwoners vastgesteld op 517.
In 2006 is het aantal inwoners door het United States Census Bureau geschat op 548, een stijging van 31 (6,0%).

## Geografie
Volgens het United States Census Bureau beslaat de plaats een oppervlakte van
4,4 km², geheel bestaande uit land. Park City ligt op ongeveer 195 m boven zeeniveau.

## Plaatsen in de nabije omgeving
De onderstaande figuur toont nabijgelegen plaatsen in een straal van 20 km rond Park City.